# Odontologie kandidat
Odontologie kandidat är en svensk akademisk titel för personer som har en kandidatexamen i odontologi.
Tidigare fick tandläkarstudenter som fullgjort den prekliniska delen av tandläkarutbildningen titeln odontologie kandidat, på samma sätt som läkarstudenter fick titeln medicine kandidat. Detta avskaffades 1977 och studenterna måste sedan dess skriva en särskild kandidatuppsats omfattande 15 högskolepoäng (halv termin) för att kunna ta ut en kandidatexamen utöver tandläkarexamen.